# Juan de Suabia

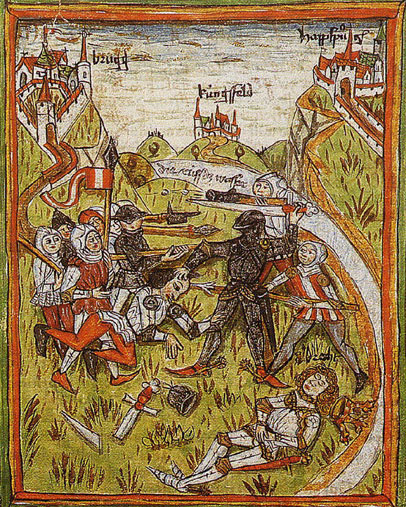
Asesinato de Alberto I de Habsburgo

Juan de Suabia, duque de Austria y Estiria, hijo de Rodolfo II, duque de Austria y Estiria, es también conocido como Juan el Parricida (1290 - posiblemente Pisa, 13 de diciembre de 1313) fue el sobrino y asesino de Alberto I de Habsburgo.